# Alija Izetbegović
Alija Izetbegović là một nhà văn, luật sư, nhà hoạt động chính trị người Bosnia. Ông là Tổng thống lãnh đạo của chính phủ Bosnia (1990-2000).

## Sách đọc thêm
- Bosnia: A Short History, Noel Malcolm, 1996
- Galvanizing Fear of Islam: The 1983 Trial of Alija Izetbegović in Context, Aimee Wielechowski, 1996
- The Two Faces of Islam, Stephen Schwartz, 2002
- Inescapable Questions: Autobiographical Notes, Alija Izetbegović, The Islamic Foundation, 2003